# Chrysocharis sylleptae
Chrysocharis sylleptae är en stekelart som beskrevs av Jean Risbec 1951. Chrysocharis sylleptae ingår i släktet Chrysocharis och familjen finglanssteklar. Inga underarter finns listade i Catalogue of Life.